# Cypel Šluknovský

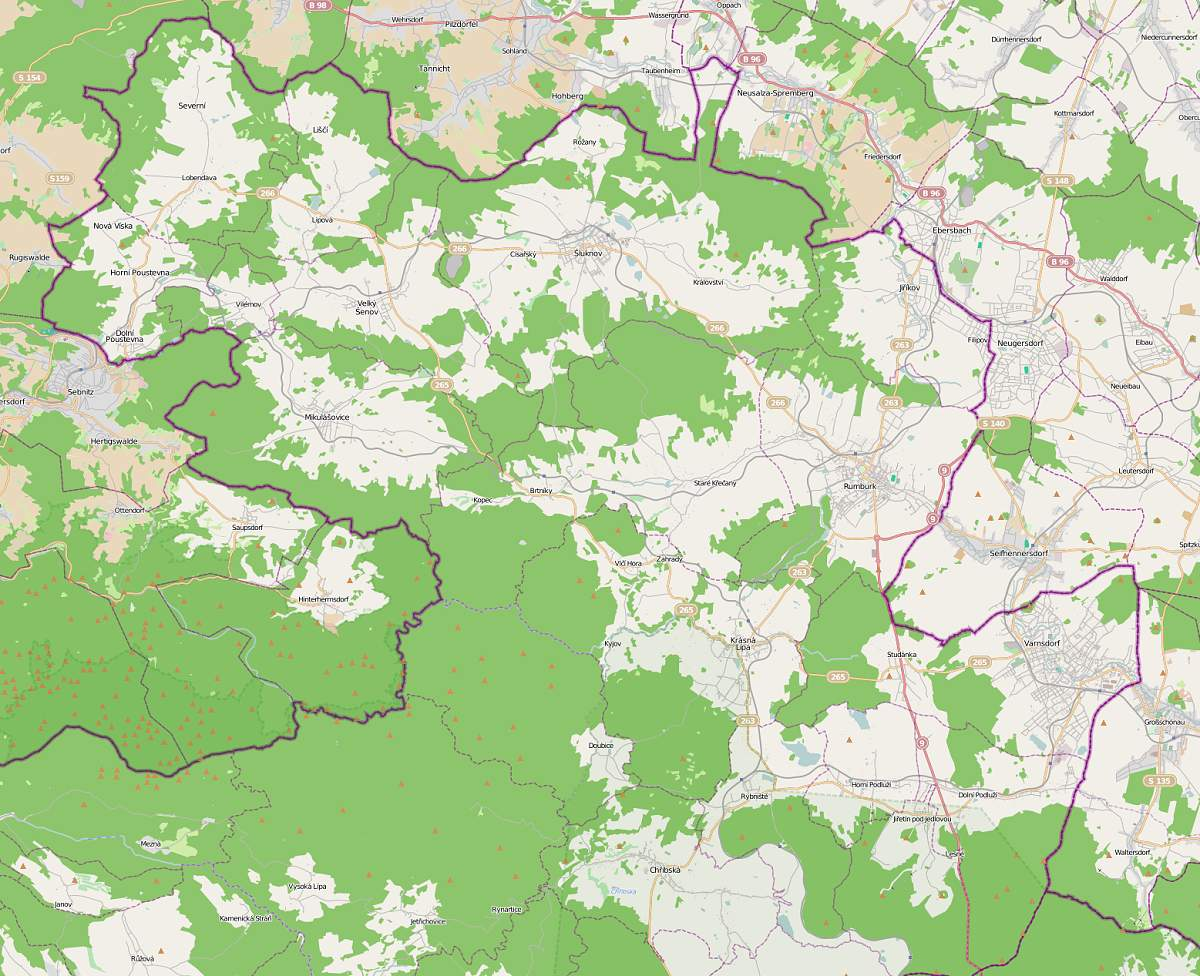
Mapa cypla szluknowskiego

Cypel szluknowski (także: Cypel rumburski, cz. Šluknovský výběžek, niem. Schluckenauer Zipfel / Böhmisches Niederland) – charakterystyczne wybiegnięcie terytorium Czech w głąb Niemiec, znajdujące się w północnej części powiatu Děčín (północne Czechy). Stykają się tutaj kultura czeska, saska i łużycka.

## Geografia
Cypel szluknowski jest położony głównie na Wyżynie Łużyckiej, zbudowanej ze skał granitowych. Część południowo-wschodnia należy już do Gór Łużyckich (Luž – 793 m n.p.m.). Część południowo-zachodnia przynależy natomiast do Czeskiej Szwajcarii. Główne szczyty górskie cypla to:
- Jedlová (z wieżą widokową)
- Dymník(inne języki) (z wieżą widokową)
- Vlčí hora(inne języki) (z wieżą widokową)
- Tanečnice(inne języki) (z wieżą widokową)
- Hrazený
- Partyzánský vrch(inne języki)

## Wody
Teren cypla jest granicą zlewni rzek: Odry i Łaby, a zatem i mórz: Bałtyku i Morza Północnego. Do Odry wpływa Mandawa, a do Łaby – Sprewa i Křinice.

## Miasta
Na terenie cypla znajdują się trzy miasta o liczbie mieszkańców większej niż 5000: Rumburk, Šluknov i Varnsdorf.

## Galeria

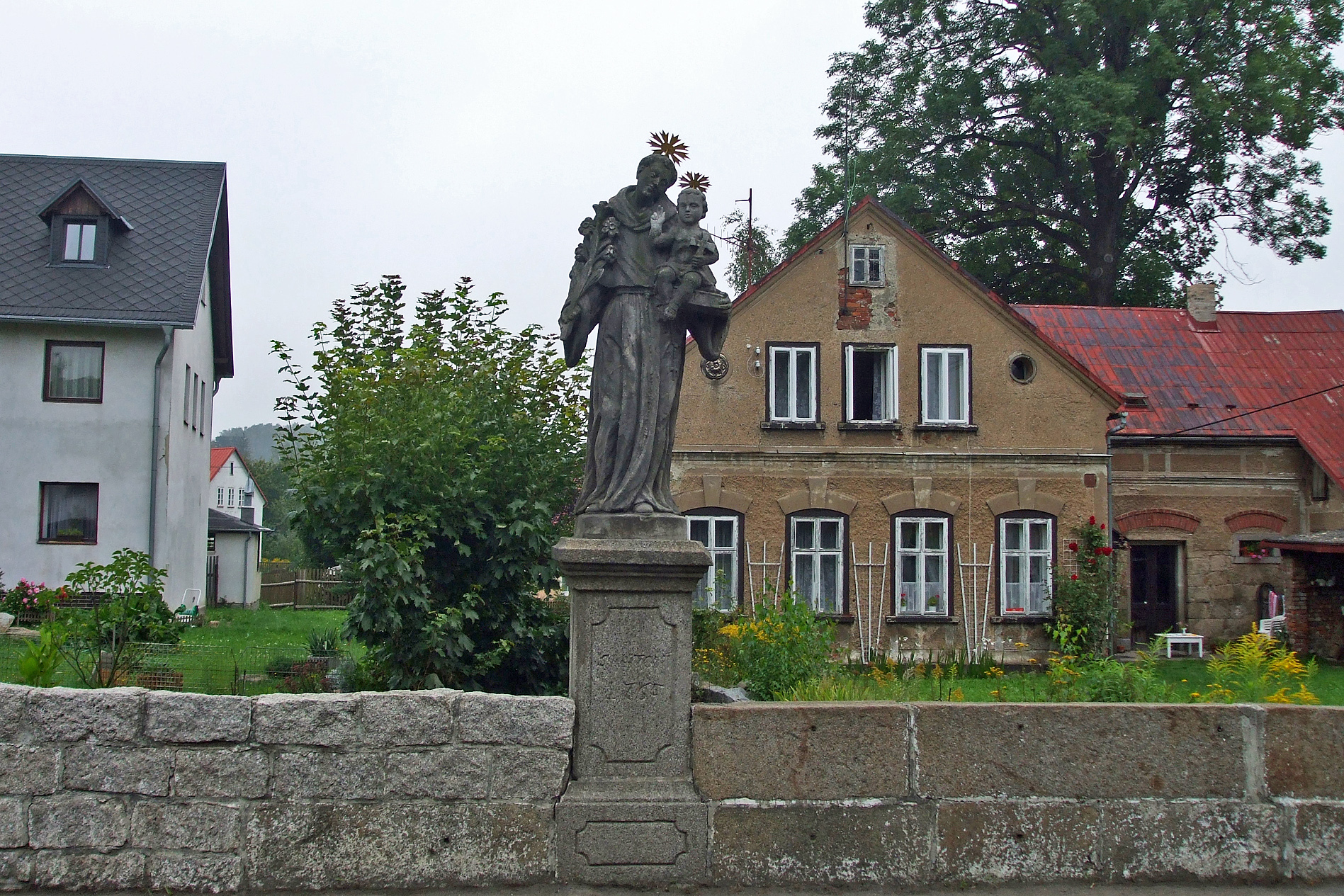
Šluknov – miasto, które dało nazwę cyplowi
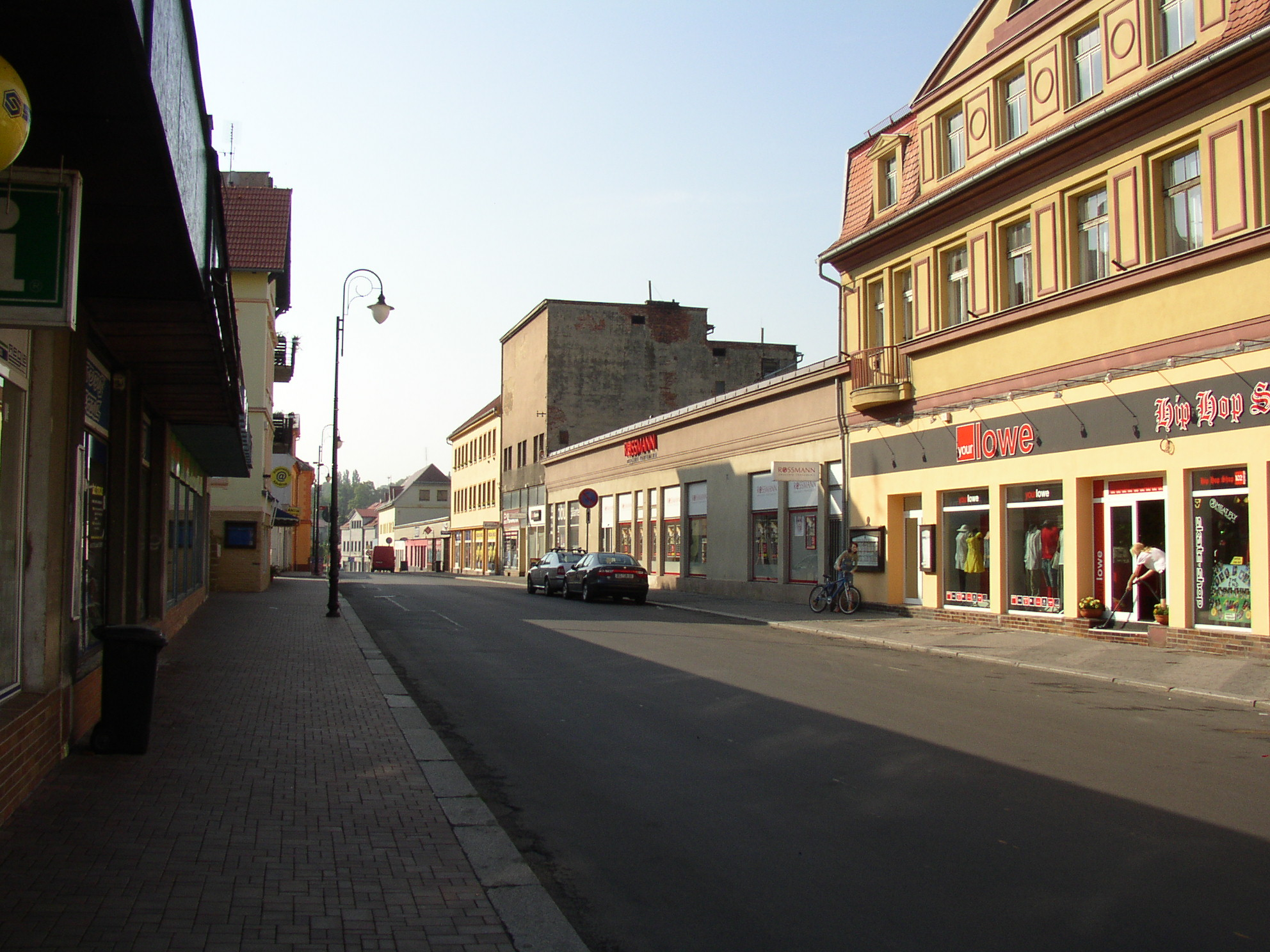
Varnsdorf – Národní třída
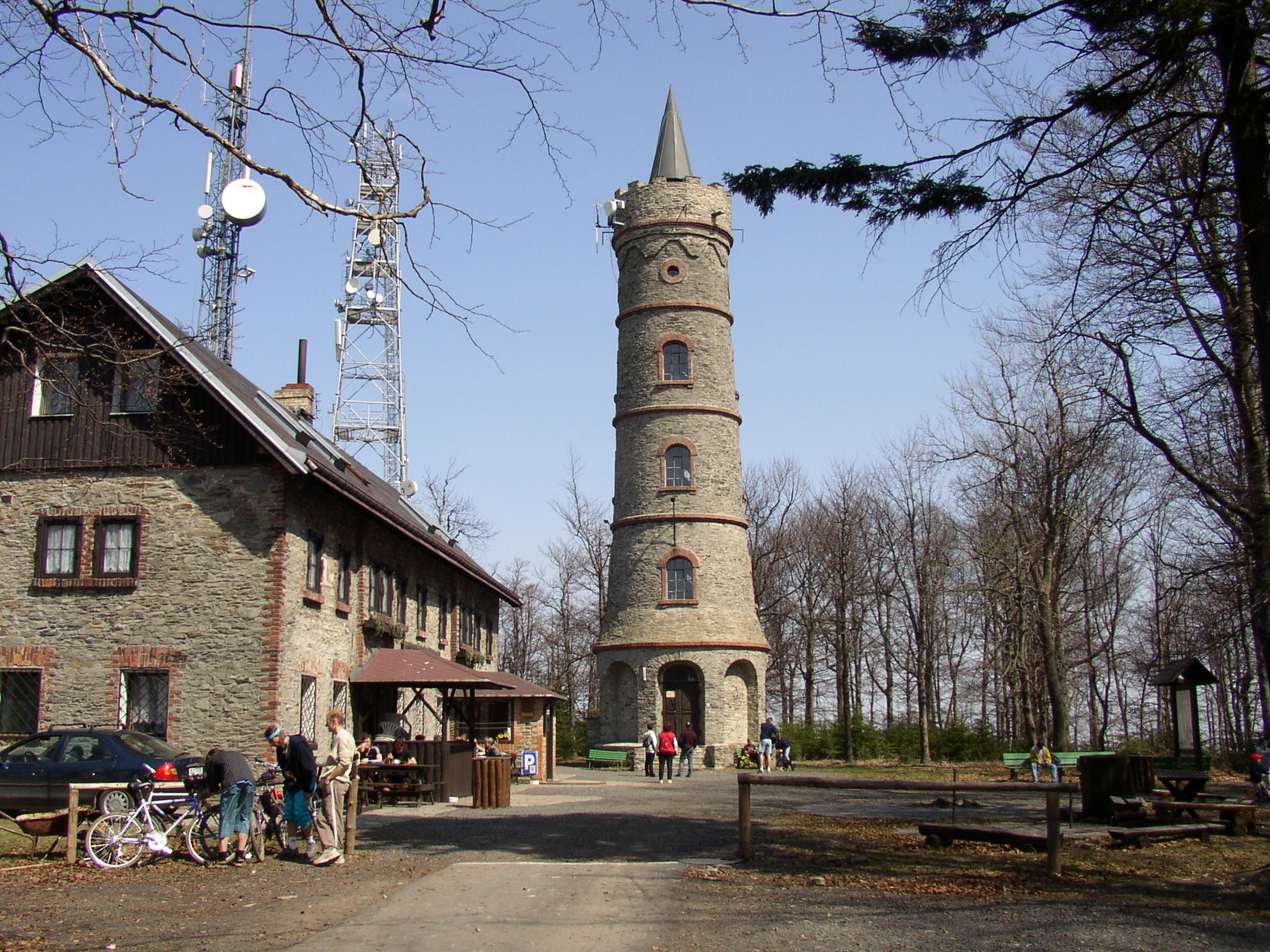
Jedlová – wieża widokowa na szczycie